# باریسال-۶
باریسال-۶ (به لاتین: Barisal-6) یک منطقهٔ مسکونی در بنگلادش است که در ناحیه باریسال واقع شده است.